# Кудревич Олександр Андрійович
Кудревич Олександр Андрійович — член ВО «Батьківщина»; АТ «Зоря», генеральний директор.
Народився 4 червня 1952 (с. Кирилівка, нині Берестинський район, Харківська область) в сім'ї колгоспників; українець.
Освіта: Харківський зооветеринарний інститут, зооінженер; юрист.
Народний депутат України 2-го склик. з 04.1994 (2-й тур) до 04.1998, Красноградський виборчій округ № 392, Харківська область, висунутий СелПУ. Член Комітету з питань АПК, земельних ресурсів і соціального розвитку села. Член депутатської групи «Відродження та розвиток агропром. комплексу України» (до цього — член депутатської групи «Аграрники України»). На час виборів: колгосп «Зоря комунізму» Красноградського району, гол. правл. 1-й тур: з'яв. 86 %, за 36.66 %. 2-й тур: з'яв. 80.2 %, за 59.30 %. 10 суперн. (осн. — Левченко К. В., н. 1959, член КПУ; Красноградська СШ № 2, психолог; 1-й тур — 23.59 %, 2-й тур — 35.6 %).
1971 — закінчив Липкуватівський с.-г. техн-м, 1971—1973 — служба в армії. З 1973 працює в колгоспі «Зоря комунізму» Красноградського району, (з 1985 — голова правління).
Був членом Аграрної партії України.
Депутат Харківської облради (2006—2010).

## Нагороди
- Заслужений працівник сільського господарства України (02.2002).
- Герой України (з врученням ордена Держави, 16.11.2004).